# Weisse Flotte Düsseldorf
Die Weisse Flotte Düsseldorf ist ein Betrieb der Weisse Flotte Düsseldorf/Duisburg GmbH und betreibt von Düsseldorf aus in erster Linie Personenschifffahrt auf dem Rhein zwischen Duisburg und Köln.

## Geschichte
Nachdem kurz vor dem Ende des Zweiten Weltkriegs die einzige Düsseldorfer Rheinbrücke zerstört worden war, entschied die britische Militärregierung, den Fährbetrieb über den Rhein zwischen der Altstadt und Oberkassel zuzulassen und verpflichtete das ÖPNV-Unternehmen Rheinbahn, diese Verbindung einzurichten. Ab Mitte der Fünfzigerjahre baute die Rheinbahn dann ihre Flotte aus und bot einen Linienverkehr zwischen dem Düsseldorfer Hafen und Kaiserswerth mit insgesamt sieben Haltestellen sowie verschiedene Ausflugsfahrten an.
Ab den Achtzigerjahren wurde der insgesamt defizitäre Betrieb nach und nach ausgedünnt. Zuletzt konnte die Flotte der Rheinbahn nur mit städtischen Subventionen von bis zu 1,5 Mio. DM pro Jahr aufrechterhalten werden. 1993 übernahm Dr. Ing. Peter Küffner den Betrieb mit seiner Flotte von vier Fahrgastschiffen und elf Steigeranlagen. Zusammen mit seinen Söhnen Peter und Michael modernisierte er das nun Weisse Flotte Düsseldorf genannten Unternehmen und baute es in der Folge aus. Seitdem kommt die Weisse Flotte Düsseldorf nicht nur ohne Subventionen aus, sondern arbeitet profitabel.

## Angebot
Das Angebot der Weissen Flotte Düsseldorf besteht aus dem Linienverkehr zwischen Düsseldorf-Altstadt und Kaiserswerth sowie Rundfahrten und Ausflugsfahrten, u. a. nach Köln, Duisburg und Zons. Zur Weissen Flotte Düsseldorf gehört außerdem ein Biergarten an den Kasematten auf dem Unteren Rheinwerft unterhalb der Rheinuferpromenade sowie das Gastronomieschiff MS Allegra, das hier fest vor Anker liegt.
Die ebenfalls zum Unternehmen gehörende Weisse Flotte Duisburg mit einem Bestand von drei Schiffen (MS Gerhard Mercator, MS Stadt Duisburg und MS Nostalgie) bietet vor allem Rundfahrten durch die Duisburg-Ruhrorter Häfen, teils als Mottofahrten, sowie verschiedene Sonderfahrten an. Außerdem gehört das Event-Schiff Mississippi Queen zur Gesellschaft, das in Nürnberg auf der Donau fest vor Anker liegt.

## Flottenbestand
| Schiffsname      | ENI- Nummer | Baujahr | Bauwerft / Ort                       | Länge / Breite / Tiefgang | Hauptantriebs- leistung | Fahrgäste max. | Bild |
| ---------------- | ----------- | ------- | ------------------------------------ | ------------------------- | ----------------------- | -------------- | ---- |
| Stadt Düsseldorf | 0403810     | 1970    | Ruhrort Schiffswerft                 | 41,00 m / 7,60 m / 1,30 m | 376 kW / 512 PS         | 250            |      |
| Düsseldorf       | 04032440    | 1992    | Meidericher Schiffswerft             | 37,00 m / 7,20 m / 1,29 m | 370 kW / 503 PS         | 250            |      |
| Düssel           | 04200160    | 1962    | E. Berninghaus, Köln-Deutz           | 34,50 m / 6,13 m / 1,15 m | 256 kW / 348 PS         | 250            |      |
| Jan Wellem       | 02334290    | 2011    | Ruijtenberg Werft, Raamsdonksveer NL | 36,00 m / 7,65 m / 1,40 m | 224 kW / 305 PS         | 220            |      |
| Allegra          | ---         | 1886    | Gebr. Otto, Krimpen (Holland)        | 45,00 m / 6,00 m          | 212 kW / 288 PS         | 200            |      |

## Ebay-Versteigerung
Auf Grund der Corona-Pandemie wurde im August 2020 die Stadt Düsseldorf bei Ebay zur Versteigerung angeboten und für € 75.050 von 4 Gastronomen aus Köln erworben. Die Weisse Flotte hatte aber die Herausgabe verweigert. Im nachfolgenden Gerichtsverfahren wurde vom Landgericht Düsseldorf festgestellt, dass der Kaufvertrag über die Versteigerung ordentlich geschlossen wurde. Die Weisse Flotte hatte angegeben, dass es bei der Versteigerung nicht korrekt gelaufen ist, da sich bei Geboten ab € 50.000 die Bieter hätten verifizieren müssen und damit viele Bieter ausgeblieben seien. Auch die fehlende Angabe in der Artikelbeschreibung über die Schiffshypothek in Höhe 1,4 Millionen führte zur Aufhebung des Vertrages.